# Otterup Sogn
Otterup Sogn er et sogn i Bogense Provsti (Fyens Stift).
I 1800-tallet var Otterup Sogn anneks til Skeby Sogn. Begge sogne hørte til Lunde Herred i Odense Amt. Skeby-Otterup sognekommune blev senere delt, så hvert sogn dannede sin egen sognekommune. Ved kommunalreformen i 1970 blev både Skeby og Otterup indlemmet i Otterup Kommune, der ved strukturreformen i 2007 indgik i Nordfyns Kommune.
I Otterup Sogn ligger Otterup Kirke.
I sognet findes følgende autoriserede stednavne:
- Enemærket (bebyggelse)
- Gydeby (bebyggelse)
- Hjorslev (bebyggelse, ejerlav)
- Kvindevad Gyden (bebyggelse)
- Nislev Huse (bebyggelse)
- Otterup (bebyggelse, ejerlav)
- Tokkendrup (bebyggelse)
- Ørritslevgård (ejerlav, landbrugsejendom)